# N’Golo Kanté
N’Golo Kanté (ur. 29 marca 1991 w Paryżu) – francuski piłkarz malijskiego pochodzenia, występujący na pozycji pomocnika w arabskim klubie Al-Ittihad Club oraz w reprezentacji Francji. Złoty medalista Mistrzostw Świata 2018. Srebrny medalista Mistrzostw Europy 2016. Półfinalista Mistrzostw Europy 2024. Uczestnik Mistrzostw Europy 2020.
Wychowanek US Boulogne, w swojej karierze grał także w takich zespołach jak SM Caen, Leicester City oraz Chelsea.  

## Życie prywatne
Rodzice Kanté wyemigrowali do Francji z Mali w 1980 roku. Dorastał w małej miejscowości w Rueil-Malmaison w podparyskim departamencie Hauts-de-Seine. Paul Fletcher – jeden z dziennikarzy BBC Sport, powiedział, że dla Kanté „pieniądze nie są najważniejsze i nie interesuje się tym ile zarabia”.

## Kariera klubowa

### Boulogne
Kante urodził się w Paryżu i w wieku ośmiu lat rozpoczął karierę w JS Suresnes, klubie który pochodził z zachodniej części stolicy. W 2010 roku wstąpił do młodzieżowej drużyny US Boulogne. 18 maja 2012 zadebiutował w ostatniej kolejce sezonu Ligue 2, wchodząc na boisko z ławki rezerwowych. 10 sierpnia 2012 zdobył pierwszą bramkę w seniorskiej piłce.

### Caen
W 2013 roku dołączył do drużyny grającej w Ligue 2 SM Caen. Rozegrał wszystkie 38 meczów w swoim pierwszym sezonie, a jako że jego drużyna zajęła trzecie miejsce w Ligue 2 uzyskali awans do Ligue 1. W swoim drugim meczu 9 sierpnia zdobył pierwszą bramkę przeciwko Laval.

### Wyjazd do Anglii – Leicester City
Kanté został sprowadzony przez Steve’a Walsha do klubu występującego w Premier League – Leicester City. W dniu 3 sierpnia 2015 dołączył do Leicester, podpisując czteroletni kontrakt. Transfer wyniósł 8 milionów euro (5,6 miliona funtów). Zadebiutował pięć dni później, zastępując Vardy’ego w ostatnich ośmiu minutach w zwycięskim starciu z Sunderlandem 4-2. 7 listopada zdobył pierwszą bramkę w Premier League w meczu przeciwko Watford, przyczyniając się do zwycięstwa 2-1.
Zdobył wiele pochwał i wielu pochlebstw za konsekwentnie imponujące widowiska dla Leicester i był powszechnie uznawany za główny czynnik w doskonałej formie klubu, gdy wygrali mistrzostwo Premier League, konsekwentnie wykonując dużą liczbę ataków i skutecznych interwencji w obronie. W kwietniu był jednym z czterech piłkarzy Leicester, którzy znaleźli się w drużynie PFA Premier League. Pod koniec sezonu Kanté udało się zanotować 175 odbiorów (31 więcej niż jakikolwiek inny gracz) i zaliczyć 157 skutecznych interwencji (15 więcej niż jakikolwiek inny gracz), uzupełniając statystyki obronne pod koniec sezonu 2015-16.
Kanté był jednym z kluczowych członków zespołu, który opuścił klub latem 2016 roku. Jego odejście było głównym czynnikiem w ostrym spadku formy Leicester w sezonie 2016/2017, ponieważ klub nie był w stanie znaleźć równie dobrego pomocnika, który byłby w stanie go zastąpić.

### Chelsea
16 lipca 2016 Kanté dołączył do Chelsea za kwotę 32 mln funtów. Podpisał 5-letnią umowę i otrzymał numer 7 na koszulce. 16 sierpnia zadebiutował przeciwko West Hamowi United, pomagając drużynie odnieść zwycięstwo 2-1. 23 października zdobył pierwszą bramkę dla The Blues w wygranym 4-0 meczu z Manchesterem United. 13 marca strzelił drugą bramkę, tym razem w ćwierćfinale Pucharu Anglii, gdzie rywalem także były Czerwone Diabły. 20 kwietnia znalazł się w jedenastce sezonu Premier League po raz drugi z rzędu. Ponadto został graczem roku w Anglii, a także najlepszym piłkarzem sezonu Premier League. Wraz z Chelsea sięgnął po tytuł mistrzowski, oraz zagrał w finale Pucharu Anglii. W październiku 2017 roku Kanté znalazł się w gronie piłkarzy mianowanych do Złotej Piłki.

## Kariera reprezentacyjna
25 marca 2016 roku zadebiutował w reprezentacji Francji w wygranym 3-2 meczu towarzyskim z Holandią. Uczestnik Mistrzostw Europy 2016 we Francji, gdzie wywalczył z reprezentacją srebrny medal. W eliminacjach do Mistrzostw Świata 2018 zagrał w 7 meczach; na samym turnieju w Rosji na którym Francuzi zdobyli złoto rozegrał 7 spotkań.

## Styl gry i pozycja na boisku
Kante gra na pozycji defensywnego pomocnika, choć może grać ustawiony nieco wyżej. Wykonuje dużo wślizgów i często odbiera piłkę rywalom, zażegnując niebezpieczeństwo pod własną bramką.
Na początku swojej kariery francuska gazeta La Voix du Nord porównała Kanté do Claude Makélélé, ze względu na podobny styl gry i roli w środku pola. Kanté stwierdził, że od samego początku kariery wzoruje się na Lassanie Diarze. W lutym 2017 roku Makelele dodał, że Kante chcąc być jednym z najlepszych piłkarzy musi zdobyć umiejętności przywódcze na boisku. W kwietniu 2016 roku były menedżer Manchesteru United – Sir Alex Ferguson stwierdził, że Kanté jest najlepszym zawodnikiem w lidze.

## Statystyki kariery
Aktualne na dzień 24 sierpnia 2023.
| Klub               | Sezon              | Liga                 | Liga  | Liga   | Puchar kraju | Puchar kraju | Puchar Ligi | Puchar Ligi | Międzynarodowe | Międzynarodowe | Inne1 | Inne1  | Suma  | Suma   |
| Klub               | Sezon              | Liga                 | Mecze | Bramki | Mecze        | Bramki       | Mecze       | Bramki      | Mecze          | Bramki         | Mecze | Bramki | Mecze | Bramki |
| ------------------ | ------------------ | -------------------- | ----- | ------ | ------------ | ------------ | ----------- | ----------- | -------------- | -------------- | ----- | ------ | ----- | ------ |
| US Boulogne        | 2011/12            | Ligue 2              | 1     | 0      | 0            | 0            | 0           | 0           | –              | –              | –     | –      | 1     | 0      |
| US Boulogne        | 2012/13            | Championnat National | 37    | 3      | 2            | 1            | 0           | 0           | –              | –              | –     | –      | 39    | 4      |
| US Boulogne        | Ogólnie            | Ogólnie              | 38    | 3      | 2            | 1            | 0           | 0           | 0              | 0              | 0     | 0      | 40    | 4      |
| SM Caen            | 2013/14            | Ligue 2              | 38    | 2      | 4            | 1            | 1           | 0           | –              | –              | –     | –      | 43    | 3      |
| SM Caen            | 2014/15            | Ligue 1              | 37    | 2      | 1            | 1            | 1           | 0           | –              | –              | –     | –      | 39    | 3      |
| SM Caen            | Ogólnie            | Ogólnie              | 75    | 4      | 5            | 2            | 2           | 0           | 0              | 0              | 0     | 0      | 82    | 6      |
| Leicester City     | 2015/16            | Premier League       | 37    | 1      | 1            | 0            | 2           | 0           | –              | –              | –     | –      | 40    | 1      |
| Chelsea            | 2016/17            | Premier League       | 35    | 1      | 5            | 1            | 1           | 0           | –              | –              | –     | –      | 41    | 2      |
| Chelsea            | 2017/18            | Premier League       | 34    | 1      | 5            | 0            | 2           | 0           | 6              | 0              | 1     | 0      | 48    | 1      |
| Chelsea            | 2018/19            | Premier League       | 36    | 4      | 2            | 0            | 5           | 1           | 10             | 0              | 0     | 0      | 53    | 5      |
| Chelsea            | 2019/20            | Premier League       | 22    | 3      | 1            | 0            | 0           | 0           | 4              | 0              | 1     | 0      | 28    | 3      |
| Chelsea            | 2020/21            | Premier League       | 30    | 0      | 4            | 0            | 1           | 0           | 13             | 0              | 0     | 0      | 48    | 0      |
| Chelsea            | 2021/22            | Premier League       | 26    | 2      | 3            | 0            | 4           | 0           | 6              | 0              | 3     | 0      | 42    | 2      |
| Chelsea            | 2022/23            | Premier League       | 7     | 0      | 0            | 0            | 0           | 0           | 2              | 0              | 0     | 0      | 9     | 0      |
| Chelsea            | Ogólnie            | Ogólnie              | 190   | 11     | 20           | 1            | 13          | 1           | 41             | 0              | 5     | 0      | 269   | 13     |
| Al-Ittihad         | 2023/24            | Saudi Pro League     | 3     | 0      | 0            | 0            | 0           | 0           | 2              | 0              | 0     | 0      | 5     | 0      |
| Ogólnie w karierze | Ogólnie w karierze | Ogólnie w karierze   | 343   | 19     | 28           | 4            | 17          | 1           | 43             | 0              | 5     | 0      | 436   | 24     |

1(Tarcza Wspólnoty, Superpuchar Europy UEFA)

### Reprezentacyjne
Aktualne na dzień 8 lipca 2023.
| Reprezentacja | Rok     | Mecze | Gole |
| ------------- | ------- | ----- | ---- |
| Francja       | 2016    | 13    | 1    |
| Francja       | 2017    | 7     | 0    |
| Francja       | 2018    | 16    | 0    |
| Francja       | 2019    | 3     | 0    |
| Francja       | 2020    | 5     | 1    |
| Francja       | 2021    | 7     | 0    |
| Francja       | 2022    | 2     | 0    |
| Łącznie       | Łącznie | 53    | 2    |

## Sukcesy

### Leicester
- Mistrzostwo Anglii: 2015/2016

### Chelsea
- Mistrzostwo Anglii: 2016/2017
- Puchar Anglii: 2017/2018
- Liga Mistrzów UEFA: 2020/2021[24]
- Liga Europy UEFA: 2018/2019
- Superpuchar Europy UEFA: 2021
- Klubowe mistrzostwo świata: 2021
- Finał Pucharu Anglii: 2016/2017, 2019/2020, 2020/2021
- Finał Pucharu Ligi Angielskiej: 2018/2019

### Reprezentacyjne
- Mistrzostwo świata: 2018
- Wicemistrzostwo Europy: 2016
- Liga Narodów UEFA: 2020/2021

### Indywidualne
- Drużyna roku w Premier League według PFA: 2015/2016, 2016/2017[25][26]
- Drużyna roku według ESM: 2015/2016, 2016/2017
- Gracz sezonu według piłkarzy: 2016/2017
- Gracz roku w Premier League według FWA: 2016/2017
- Piłkarz roku w Chelsea według zawodników: 2016/2017
- FIFPro World XI: druga drużyna 2017
- FIFPro World XI: trzecia drużyna 2017
- Gracz roku w Londynie: 2017
- Drużyna sezonu Ligi Europy UEFA: 2018/19
- Pomocnik roku według ESPN: 2019
- Drużyna Roku UEFA według IFFHS: 2021[27]
- Jedenastka Roku FIFA FIFPro: 2021[28]
- Jedenastka roku według L’Équipe: 2021[29]

## Odznaczenia
- Chevalier Legii Honorowej – nadanie 2018[30], wręczenie 2019[31][32]